# Шустер, Савик
Са́вик Шу́стер (при рождении Шевелис Михайлович Шустерис; род. 22 ноября 1952, Вильнюс, Литовская ССР, СССР) — журналист и телеведущий, известный по работе в российских и украинских СМИ. Заслуженный журналист Украины (2012).

## Биография
Савик Шустер родился 22 ноября 1952 года в Вильнюсе в семье футболиста и тренера Михаила Шустера и юрисконсульта Изабеллы Шустер.
Играл в составе юношеской футбольной сборной Литовской ССР.
В 1971 году, после полутора лет учёбы на медицинском факультете Вильнюсского университета, эмигрировал с родителями в Канаду.
Играл в чемпионате Канады за футбольные клубы «Анкара» и «Украина». Одновременно основал футбольную команду университета Макгилла, играл в составе сборной Канады «All Stars». Из-за травмы прекратил заниматься футболом.
В 1976 году окончил факультет биохимии и физиологии Университета Макгилла в Монреале.
Работал в научно-исследовательском медицинском центре изучения мигрени во Флоренции.
В 1978 году оставил медицину и занялся журналистикой. Освещал военные действия как журналист и фотокорреспондент в Афганистане, Ливане, Палестине, Израиле, Никарагуа, Чаде в изданиях Newsweek, Der Spiegel, Libération, La Repubblica.
Вячеслав Никонов в эфире телеканала «Россия-1» 2 июля 2014 года сообщил, что во время афганской войны 1979—1989 годов Шустер, являясь кадровым агентом ЦРУ США, занимался антисоветской агитацией в Афганистане. В 2012 году Савик Шустер в эфире своей программы «Шустер Live» отмечал, что в 1984 году он занимался изготовлением, доставкой в Афганистан и распространением в Кабуле поддельного выпуска газеты «Красная звезда», содержащего в себе антисоветскую и антивоенную агитацию. Шустер указывал, что тогда никто не поверил в то, что эта акция была организована при участии одних лишь представителей итальянских радикальных СМИ. Поэтому его записали в «агенты ЦРУ», хотя, по его словам, в реальности он никогда и никаким образом не контактировал с ЦРУ. Более того, ещё в 1980 году Шустер участвовал в распространении фальшивого номера газеты «Правда», изготовленного советскими эмигрантами на время московской Олимпиады.
Является гражданином Канады и Италии. Свободно владеет литовским, русским, итальянским, английским, немецким, французским языками, понимает и частично говорит на украинском.

## Семья
- Отец — Михаил Шустер (умер 27 марта 2011 года), профессиональный футболист, тренер[10]. Ветеран Великой Отечественной войны: в 17 лет стал артиллеристом в боях под Варшавой и в составе литовской дивизии ВС СССР дошёл до Берлина. После окончания войны играл в футбол, в чемпионате Восточной Германии, до 1951 года[11]. Затем был игроком ФК «Спартак» (Вильнюс), где после завершения футбольной карьеры работал тренером. В течение последних многих лет жил с женой Изабеллой в Канаде. Супруги имели в Монреале свой бизнес — обувную фабрику «La Canadienne»[10].
- Мать — Изабелла Шустер, юрисконсульт[10].
- Первая жена — Джанна, итальянский врач[12][13].
  - Сын — Стефано (род. 1987), живёт в Италии[13].
  - Дочь — Сара (род. 1989), живёт в Италии[13].
- Вторая жена (неофициальный брак) — Ольга Невская (род. 2 февраля), российский стилист. У неё есть сын Артём (род. 1992) от другого брака. Начали жить вместе с 2005 года, когда она переехала из Москвы в Киев[13]. В 2012 году расстался с Невской[14].

## Трудовая деятельность

### Сотрудничество с радио
С 1988 года Савик Шустер был сотрудником радио «Свобода» в Мюнхене. В 1992 году создал и возглавил московское бюро радио «Свобода». В 1995 году в должности заместителя директора русской службы радио «Свобода» перевёл вещание из Мюнхена в Прагу. В июле 1996 года вернулся в Москву уже в должности директора.
Не очень долгое время с 1999 по 2000 год вёл спортивное ток-шоу «Вне игры» на радиостанции «Серебряный дождь».
14 апреля 2001 года на российском телеканале «НТВ», где, параллельно с работой на радио «Свобода», Шустер вёл передачу о футболе «Третий тайм», произошла смена руководства. В знак протеста с телеканала ушли известные журналисты Евгений Киселёв, Виктор Шендерович и другие. 22 апреля в программе Шустера в качестве гостя участвовал глава холдинга «Газпром-Медиа» Альфред Кох. Сам Шустер однозначно осудил смену власти, но, несмотря на это, продолжил работать на телеканале «НТВ». Руководство радиостанции «Свобода» сочло этот поступок аморальным и 11 мая 2001 года уволило Савика Шустера.

### Карьера в России
На российском ТВ работал с конца 1990-х годов, изначально — на внештатной основе. Был приглашён туда руководителем отдела трансляций телекомпании «НТВ-Плюс» Аркадием Ратнером, который тогда искал второго комментатора для Чемпионата Италии по футболу в пару к Владимиру Маслаченко. В июне-июле 1998 года был ведущим программы «Футбольный клуб. Третий тайм» на телеканале «НТВ». Она была посвящена Чемпионату мира-1998. По окончании французского мундиаля регулярный выход его программы на «НТВ» был прекращён. Осенью того же года Шустер принял участие в нескольких выпусках обычного «Футбольного клуба» с Василием Уткиным в качестве приглашённого эксперта. В 1999 году, после разговора Шустера с руководителем фракции «Яблоко» Сергеем Иваненко, Государственная дума более чем 300 голосами приняла обращение к руководству канала с просьбой продлить жизнь программы Шустера «Третий тайм». Осенью 1999 года футбольное ток-шоу «Третий тайм» с Савиком Шустером впервые вышло в телеэфир.
После увольнения с радио «Свобода», с 14 мая 2001 года Шустер начал на штатной основе работать в ОАО «Телекомпания НТВ». Там (совместно с давним сотрудником НТВ Муратом Куриевым) создает ток-шоу «Свобода слова» и становится его бессменным ведущим. Также Шустер создал и стал ведущим программ «Третий тайм», «Герой дня», «Влияние». С апреля по май 2001 года также комментировал для этого телеканала матчи футбольной Лиги чемпионов, в том числе и финальный матч между «Валенсией» и «Баварией» в мае 2001 года. Занимал должность заместителя главного редактора Службы информации ОАО «Телекомпания НТВ».
Летом 2004 года, после прихода на канал Владимира Кулистикова, программа «Свобода слова» была закрыта. В сентябре Шустер возглавил дирекцию документального кино на «НТВ». Автор документальных фильмов, среди них — «8 с половиной Евгения Примакова» в цикле «Новейшая история», а также «Страсти по Горбачёву» из четырёх серий (в соавторстве с Василием Пичулом). Также сделал специальную документальную программу, посвящённую Ясиру Арафату, и озвучивал документальный фильм «Салям, Америка!». В марте 2005 года покинул свой пост и окончательно ушёл с телеканала НТВ, после чего в мае его бывшая дирекция была ликвидирована.
С 6 ноября 2011 года вёл программу «Прямой эфир с Савиком Шустером» на телеканале «РБК» — общественно-политическое ток-шоу в котором российский бизнес пытался дискутировать с представителями политических партий.. Всего должны были выйти пять выпусков, но уже после второго выпуска 13 ноября руководство канала решило закрыть эту программу. По сообщению «Радио Свобода», программа закрыта по совокупности причин — в том числе, из-за отсутствия интереса аудитории к выборам, нежелания представителей «Единой России» и первых лиц других партий участвовать и дороговизны проекта. 21 ноября 2011 года появилась информация о возможном продолжении данного проекта в 2012 году, однако этого не произошло.

### Карьера на Украине
В сентябре 2005 года по рекомендации Бориса Немцова владельцу украинского телеканала «ICTV» Виктору Пинчуку Шустер стал ведущим еженедельного общественно-политического ток-шоу «Свобода слова». Вёл эту программу в течение двух телесезонов, после чего его заменил телеведущий Андрей Куликов.
В 2007 году перешёл на телеканал «Интер». 24 августа 2007 года состоялся первый прямой эфир еженедельного ток-шоу «Свобода Савика Шустера». С октября 2007 по май 2008 года — ведущий проекта «Великие украинцы». Будучи сотрудником «Интера», в сентябре 2007 года снялся в двух кинопроектах телеканала: в романтической комедии «Семь дней до свадьбы» (в роли нотариуса) и в новогоднем мюзикле «Очень новогоднее кино, или Ночь в музее» (в роли самого себя). В июле 2008 года ушёл с телеканала.
В августе 2008 года вместе с Мохаммадом Захуром, мужем певицы Камалии Захур, стал соучредителем и инвестором продакшн-компании «Савик Шустер Студиоc». После конфликта с Захуром юридическое лицо «Савик Шустер Студиос» было ликвидировано. 21 июля 2009 года Савик Шустер открыл свой продакшн — «Савик Шустер Студия».
С 5 сентября 2008 года по январь 2011 года вёл в прямом эфире телепередачу «Шустер live» на телеканале «Украина». С января 2011 года телепередача выходила по пятницам в прямом эфире на «Первом национальном канале».
В 2010 году на «Первом национальном канале» комментировал прямые трансляции матчей чемпионата мира по футболу и вместе с Петром Магой, Артёмом Франковым и Василисой Фроловой вёл в прямом эфире программу «Африканские страсти», посвящённую чемпионату.
Не очень долгое время (с 21 февраля по 20 марта 2011 года) производил для канала «Интер» футбольное ток-шоу с элементами реалити «Команда мечты», которое вёл вместе с Алексеем Михайличенко и Евгением Кошевым. Всего вышло четыре выпуска.
В 2013 году ушёл с «Первого национального», вернувшись на «Интер». Первая программа «Шустер Live» вышла на телеканале «Интер» в пятницу 22 февраля 2013 года в 20:30. Через год передача опять стала транслироваться на «Первом национальном канале» совместно с каналом «24», с февраля 2015 года — на канале 112 Украина (также совместно с «24»), в сентябре того же года — на канале 1+1, но потом все доступы на украинские ТВ каналы были прерваны, что привело к открытию сайта 3S.tv со свободным Интернет-доступом к архиву новых программ и с онлайн трансляцией по многим частным ТВ сетям.
Участвовал в конгрессе «Украина — Россия: диалог», прошедшем 24—25 апреля 2014 года в Киеве.
16 января 2016 года Шустер заявил, что против его компании открыто уголовное производство по подозрению в неуплате налогов (где Шустер фигурирует как свидетель) и его вызывают на допрос в следственное управление финансовых расследований Государственной фискальной службы Украины. Это многими журналистами и политиками воспринимается как политическое давление вследствие публичной критики фактов коррупции, в том числе в руководстве самой ГФС. Затем Шустеру запретили работать на Украине. После отстранения от эфира Шустер заявил: 

 Я не ожидал обмана от Петра Порошенко. Думал, что он реально европейский человек. Он выступал как европейский человек, я ему верил, мы все ему верили... У него абсолютно сталинское понимание, только с офшорами, «кто против меня — тот против нас»... Он оказался человеком вообще не европейским
26 апреля 2016 года Шустер заявил о переходе к своей работе на студии в качестве волонтёра, а также объявил голодовку как протест против незаконного приостановления его права на работу на Украине местной службой занятости, которую прекратил всего через полтора дня. Сам Шустер выразил мнение, что это была «самая короткая голодовка в мире».
13 июня 2016 года Окружной административный суд Киева признал незаконным аннулирование разрешения на работу на Украине Шустеру. А 12 июля 2016 года Киевский апелляционный административный суд не удовлетворил жалобу Киевского центра занятости о запрете на работу на Украине Савику Шустеру.
1 декабря 2016 года телеканал Шустера 3S.tv сообщил о прекращении своей деятельности с 1 января 2017 года в связи с финансовыми проблемами, однако вещание было продолжено за счёт повторов ранее транслировавшиеся программ. Спустя два месяца, 1 марта 2017 года, из-за отсутствия финансирования телеканал прекратил своё вещание, о чем сообщил Павел Елизаров, деловой партнёр Шустера.
В феврале 2019 года Шустер стал основателем международного социологического фонда Open Mind Foundation, специализирующегося на анализе человеческих эмоций. Фонд был запущен в разгар президентской гонки.
В июле 2019 года стало известно, что Шустер вернулся на телеканал «Украина», став ведущим еженедельного ток-шоу «Свобода слова Савика Шустера». Его премьера состоялась 6 сентября, а с 21 мая 2021 года ток-шоу начало выходить также на телеканале «Украина 24».

## Награды
- 1992 — Медаль Памяти 13 января (Литва)[80].
- 2004 — Премия «GQ Человек года» в номинации «Лицо из ТВ»[81].
- 2012 — почётное звание «Заслуженный журналист Украины» — «за высокое профессиональное мастерство в освещении спортивных соревнований ХХХ летних Олимпийских игр в Лондоне»[2].

## Критика
По мнению российского спортивного журналиста и телеведущего Василия Уткина, вследствие внутренней интриги Шустера в 1999 году была закрыта программа «Футбольный клуб» на телеканале «НТВ». После этого Шустер смог создать свою футбольную передачу «Третий тайм».